# Eridacnis barbouri
Eridacnis barbouri är en hajart som först beskrevs av Bigelow och Schroeder 1944.  Eridacnis barbouri ingår i släktet Eridacnis och familjen Proscylliidae. Inga underarter finns listade i Catalogue of Life.
Arten förekommer i havet mellan Kuba, södra Florida och Bahamas. Den registrerades i regioner som ligger 430 till 615 meter under havsytan.
Ungarna utvecklas med hjälp av en gulesäck i honans fortplantningstrakt och de är vid födelsen lite längre än 10 cm. Kullen består av tvillingar. Individerna blir könsmogna vid en längd av 27 cm och full utvecklade exemplar är i genomsnitt 34 cm långa.
Fiske på Eridacnis barbouri är inte dokumenterad. Kanske förekommer några individer som bifångst under kräftfiske men data saknas. Även beståndets storlek är okänd. IUCN kategoriserar arten globalt som otillräckligt studerad.